# Mongolia International
Die Mongolia International sind die offenen internationalen Meisterschaften der Mongolei im Badminton. Sie werden vom mongolischen Badmintonverband ausgerichtet, wobei eine jährliche Ausrichtung angestrebt wird. Als sogenanntes Satellitenturnier wird es oft von ausländischen Spitzenspielern als Turniervorbereitung für weitere Wettkämpfe in der Region genutzt. So siegte zum Beispiel beim Turnier 2005 mit Lee Yong-dae ein späterer Olympiasieger. Für Junioren findet international das Mongolia Juniors statt.

## Turniergewinner
| Saison    | Herreneinzel      | Dameneinzel            | Herrendoppel                          | Damendoppel                             | Mixed                                    |
| --------- | ----------------- | ---------------------- | ------------------------------------- | --------------------------------------- | ---------------------------------------- |
| 2005      | Xuan Chuan        | Zhou Bingqing          | Lee Yong-dae Han Sang-hoon            | Tao Xiaolan Bei Wu                      | Lee Yong-dae Ha Jung-eun                 |
| 2006      | Hwang Jung-woon   | Jang Soo-young         | Jeon Jun-bum Yoo Yeon-seong           | Kim Min-jung Sun In-jang                | Yoo Yeon-seong Kim Min-jung              |
| 2007      | nicht ausgetragen | nicht ausgetragen      | nicht ausgetragen                     | nicht ausgetragen                       | nicht ausgetragen                        |
| 2008      | Alistair Casey    | Enkhmandakh Purevsuren | Alistair Casey Clemens Michael Smola  | nicht ausgetragen                       | Enkhbat Olonbayar Enkhmandakh Purevsuren |
| 2009      | Michal Matejka    | Monika Fašungová       | Davaasuren Battur Zolzaya Munkhbaatar | Dulamsuren Munkhbayar Monika Fašungová  | Michal Matejka Monika Fašungová          |
| 2010      | Michal Matejka    | Monika Fašungová       | Maoni Hu He Enkhmandakh Purevsuren    | Monika Fašungová Gerelmaa Batchuluun    | Michal Matejka Monika Fašungová          |
| 2011 2014 | nicht ausgetragen | nicht ausgetragen      | nicht ausgetragen                     | nicht ausgetragen                       | nicht ausgetragen                        |
| 2015      | Lee Cheol-ho      | Lim Soo-bin            | Kim Dae-sung Kim Young-sun            | Kang Ga-ae Lee Ja-yeong                 | Kim Young-sun Lee Ja-yeong               |
| 2016      | nicht ausgetragen | nicht ausgetragen      | nicht ausgetragen                     | nicht ausgetragen                       | nicht ausgetragen                        |
| 2017      | Park Sung-min     | Nguyễn Thùy Linh       | Jung Jung-young Shin Hee-kwang        | Han So-yeon Ko Hye-ryeon                | Jung Jung-young Ko Hye-ryeon             |
| 2018      | Loh Kean Yew      | Deng Xuan              | Lee Jian Liang Jason Wong             | Citra Putri Sari Dewi Jin Yujia         | Bimo Adi Prakoso Jin Yujia               |
| 2019      | Kodai Naraoka     | Supanida Katethong     | Kim Won-ho Park Kyung-hoon            | Shinta Mulia Sari Crystal Wong Jia Ying | Mak Hee Chun Chau Hoi Wah                |
| 2020 2021 | nicht ausgetragen | nicht ausgetragen      | nicht ausgetragen                     | nicht ausgetragen                       | nicht ausgetragen                        |
| 2022      | Lin Chun-yi       | Sri Fatmawati          | Ayato Endo Yuta Takei                 | Seong Seung-yeon Yoon Min-ah            | Choi Hyun-beom Yoon Min-ah               |
| 2023      | Chan Yin Chak     | Akari Kurihara         | Low Hang Yee Ng Eng Cheong            | Lui Lok Lok Ng Wing Yung                | Kenneth Choo Gronya Somerville           |
| 2024      | nicht ausgetragen | nicht ausgetragen      | nicht ausgetragen                     | nicht ausgetragen                       | nicht ausgetragen                        |